# Luna salvaje
Luna salvaje è una telenovela prodotta nel 2000 da Telefe Contenidos e andata in onda sul canale Telefe dal 16 ottobre 2000 al 18 maggio 2001. Ha come protagonisti Gabriel Corrado, Carina Zampini e Millie Stegman.
Racconta la storia di una coppia sposata, Gonzalo e Leticia che non sono riusciti ad avere un figlio e a Leticia questo da molto fastidio. Nonostante anche con altre pratiche non riescono a farlo nascere, chiede a Gonzalo di fare un'inseminazione artificiale con un'altra donna. Entra in gioco Maria che accetta di farla, ma i due si innamorano veramente e quindi Gonzalo vuole lasciare Leticia, che intanto ha scoperto di essere incinta. Maria scappa e Gonzalo la vuole ritrovare anche se dovrà stare attento agli inganni di Leticia.
L'attrice Carina Zampini ha ricevuto una nomination al Premio Martín Fierro 2001.